# Chiesa di Santa Fosca (Agrons)
La chiesa di Santa Fosca si trova ad Agrons (UD) ed è filiale della pieve di Gorto.

## Storia
La chiesetta venne costruita nel 1682 per interessamento dei fratelli Matteo e Antonio Rovis.
L'intitolazione a Santa Fosca è dovuta al fatto che la famiglia Rovis aveva attività economiche importanti nel villaggio istriano di Gimino, dove era diffusa la devozione per questa santa. 
Nell'Ottocento la chiesa, che fino a quel momento era stata un oratorio privato della famiglia Rovis, passò ad essere edificio pubblico.

## Interno
L'altare ligneo, datato 1688 e commissionato da Giovanni Battista e Giacomo Rovis, è estremamente semplice e ospita una pala con le Sante Fosca, Agata e Caterina da Siena, mentre il paliotto, di fattura modesta, contiene un piccolo dipinto su tavola con San Francesco d'Assisi, sant'Osvaldo e una santa, probabilmente identificabile con santa Caterina di Alessandria. Il soffitto è affrescato con una Trinità, mentre il pavimento, in lastre di pietra locale, è datato 1781 e fu commissionato da Giovanni Battista Rovis.